# Нушич, Бранислав
Бранисла́в Ну́шич (серб. Бранислав Нушић) (20 октября 1864, Белград — 19 января 1938, Белград) — сербский писатель и драматург, поэт, дипломат, журналист.
Член Сербской академии наук (с 1933 года).

## Биография

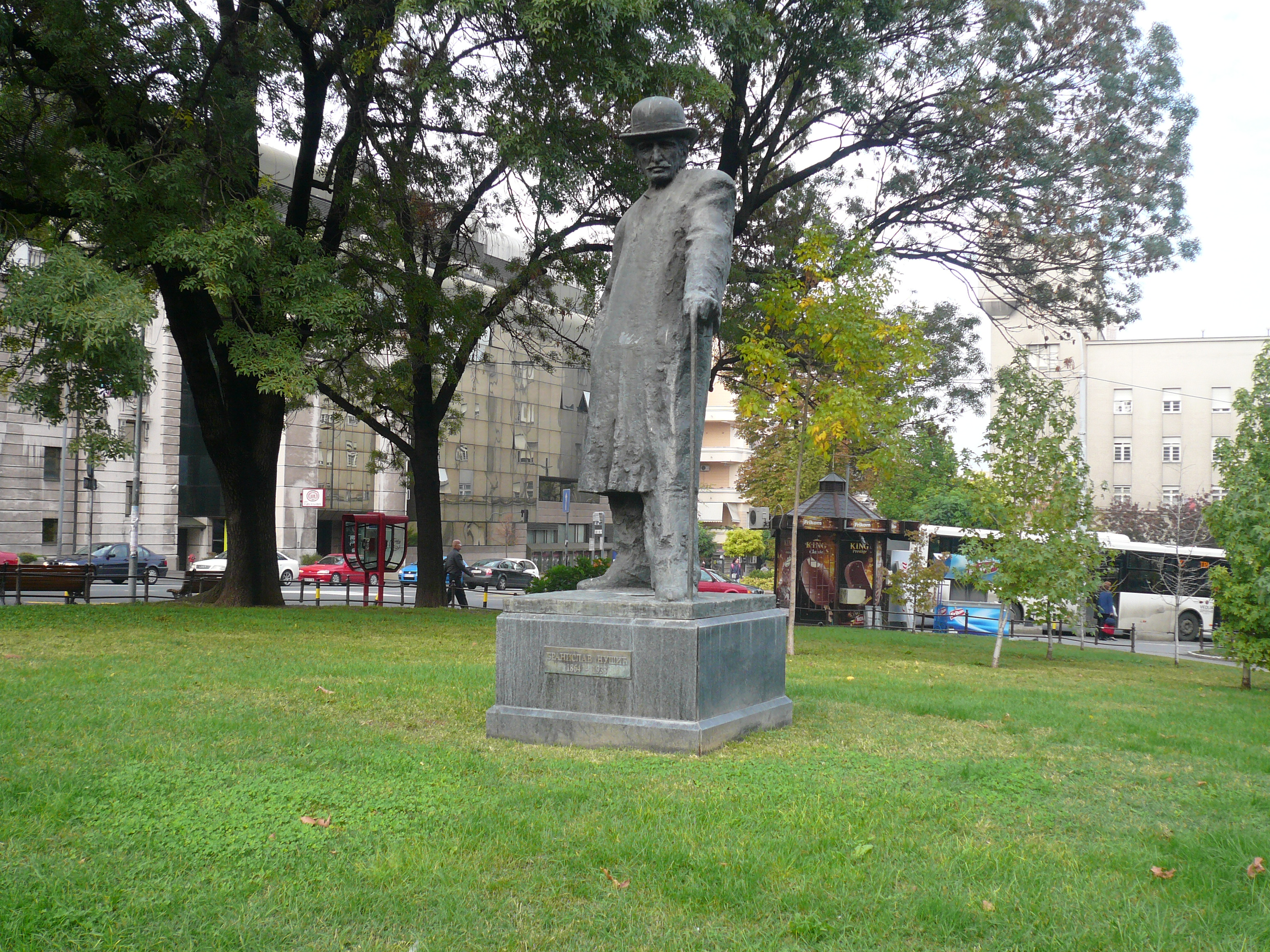
Памятник Б. Нушичу в Белграде.

Настоящее имя — Алкивиад Нуша (Alkibijad Nuša, арум. Alchiviadi al Nuşa, греч. Αλκιβιάδης Νούσας). Родился в семье торговца, сербизированного фессалоникийского аромуна с корнями в Османской Македонии, и сербской домохозяйки родом из Боснии. Окончив гимназию, поступил в университет в Граце, затем получил юридическое образование в Белградском университете.
В 1883 году выступил с первой комедией «Народный депутат» (серб. «Народни посланик»), разрешённой к постановке лишь в 1896 году и опубликованной только в 1924 году. Нушич был участником сербско-болгарской войны 1885 года, что отразилось в его «Рассказах капрала» (серб. «Приповетке једног каплара»), проникнутых антивоенными настроениями. В 1887 году за сатирическую песню «Два раба», направленную против короля Милана Обреновича, был заключён в тюрьму, где написал «Записки» (серб. «Листићи») и комедию «Протекция» (серб. «Протекција»).
Амнистированный через год, Нушич затем занимал различные должности: дипломатического чиновника, начальника уезда и др.
В книгах этих лет — «У берегов Охридского озера» (серб. «Крај обала Охридског језера»), «Косово» (серб. «Косово, Опис земље и народа», 1902—1903) Нушич выступал как публицист, этнограф, историк. Экзотике Востока посвящены рассказы «Рамазанские вечера» (серб. «Рамазанске вечери», 1898) и повесть «Ташула» (1902). С 1900 года Нушич — заместитель директора Народного театра в Белграде и редактор «Театральной газеты» («Позоришни лист»). В 1904—1905 годах — директор Народного театра в городе Нови-Сад, в 1913—1915 годах — директор театра в Скопле, затем — заместитель драматурга Народного театра в Белграде.
В эти же годы почти ежедневно появляются его фельетоны в газете «Политика» за подписью Бен Акиба. В 1908 году после аннексии Австрией Боснии и Герцеговины Нушич участвовал в патриотическом движении, охватившем всю Сербию. Сыну, погибшему в годы Первой мировой войны, Нушич посвятил книгу «Тысяча девятьсот пятнадцатый» (серб. «Девет-сто петнаеста»), в которой звучит протест против войны, боль и гнев патриота. В 1915—1918-х жил в эмиграции — Италии, Швейцарии, Франции. После создания в 1918 году Королевства сербов, хорватов и словенцев Нушич возвратился на родину и служил в министерстве культуры до 1923 года, затем возглавлял Национальный театр в Сараеве. В 30-е годы сотрудничал с журналом «Наша действительность» (серб. «Наша стварност»), вокруг которого группировались антифашистские силы.

## Творчество

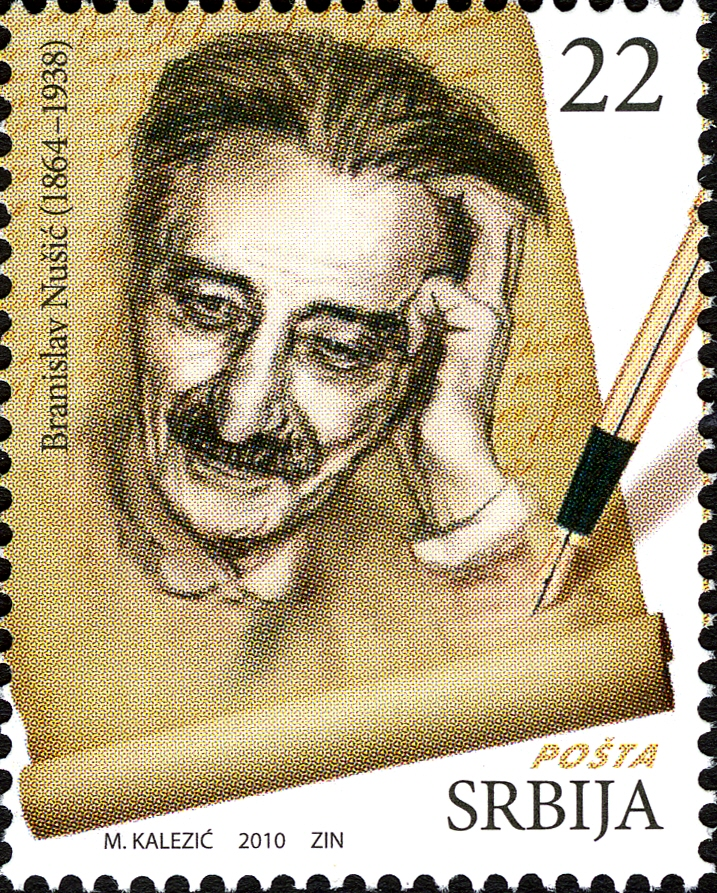
Почтовая марка Сербии 2010 года, посвящённая Браниславу Нушичу

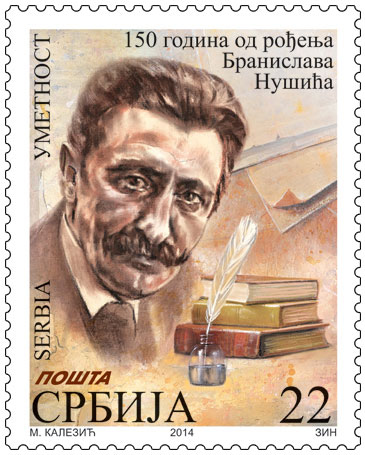
Почтовая марка Сербии, посвящённая 150-летию со дня рождения Б. Нушича. 2014 г.

В течение более чем 50-летнего творчества Нушич создал многочисленные сатирические комедии, сыгравшие выдающуюся роль в истории югославской драматургии и театра. Он был прежде всего юмористом, талантливым импровизатором комических ситуаций, однако комические эффекты в лучших его произведениях имели глубокие корни в реальной действительности. Остроумие, шутка, анекдот, карикатура были для Нушича формами политической сатиры.

Талант его складывался под воздействием сербского народного творчества, реалистических тенденций предшествующей сербской драматургии (Й. Стерия-Попович, К. Трифкович) и русской литературы, в особенности Н. В. Гоголя. Нушич писал в предисловии к комедии «Подозрительная личность» (серб. «Сумњиво лице») (первоначальный подзаголовок — «Гоголиада в двух действиях»): 
«Гоголь был кумиром тогдашней молодёжи… гоголевский „Ревизор“ был самым любимым её произведением… Все мои пьесы восьмидесятых годов: „Народный депутат“, „Протекция“, а в первую очередь, „Подозрительная личность“ — написаны под большим влиянием „Ревизора“»
Творчество Нушича разделяют на три периода.

### Первый период
В первый (1883—1903) созданы сатирические комедии: «Народный депутат», «Подозрительная личность», «Протекция», «Обыкновенный человек» (серб. «Обичан човек», 1899) и др. В них он высмеивает буржуазный парламентаризм, фальшь выборов депутатов, полицейский бюрократизм и коррупцию властей.

### Второй период
Во второй период (1903—1914) в его творчестве наметился спад остро сатирических мотивов. В Белградском театре с огромным успехом шла героическая драма «Хаджи Лойя» (серб. «Хаџи Лоја», 1908), явившаяся откликом на захватнические действия Австрии. В эту пору написаны комедии «Свет» (1906), «Кругосветное путешествие» (серб. «Пут око света», 1910), драмы «Дань кровью» (серб. «Данак у крви»), «За спиной у бога» (серб. «Иза божјих леђа») и др.

### Третий период
В третий период (1914—1938) с новой силой раскрылся драматургический талант Нушича. В 1924-м он опубликовал юмористическую повесть «Автобиография» (серб. «Аутобиографија»), полную сатирических намёков на политические порядки и общественные нравы буржуазной Югославии. С конца 20-х и в 30-е годы Нушич создал цикл комедий, удививших современников сатирическим размахом, калейдоскопическим разнообразием, национальным колоритом: «Госпожа министерша» (серб. «Госпођа министарка», 1929), «Мистер Доллар» (серб. «Мистер Долар», 1932), «Опечаленная семья» (серб. «Ожалошћена породица», 1935), «Д-р» (серб. «Др.», 1936), «Покойник» (серб. «Покојник», 1937).
Позднее творчество Нушича развёртывалось в обстановке серьёзных социальных сдвигов в послевоенной Сербии. В эти годы драматург снова обратился к темам, которые были предметом сатиры в его первых «гоголевских» комедиях. Наступление фашизма в 30-х годах усилило интерес Нушича к большим социальным проблемам. Он бичует тупое и злобное мещанство, обывательскую ограниченность, не знающее меры тщеславие и честолюбие. Описание нравов буржуазного общества в «Госпоже министерше» превращается в политическую сатиру, близкую по манере художественному гротеску Салтыкова-Щедрина. В пьесе «Покойник» обличение становится страшным и мрачным. Драматургия Нушича, перейдя национальные границы, вошла в золотой фонд мировой литературы.

## Издания в России и СССР
- В сборнике «Сербские рассказы. Из провинциальной жизни», СПб, 1903.
- Избранное. М, 1958.
- В сборнике "Ослиная скомья", издательство "Художественная литература", Ленинград, 1964.
- Избранные сочинения в 4-х тт., Белград, изд. Нолит, 1968.
- Дитя общины. М, 1975.
- Голова сахара. Сербская классическая сатира и юмор. М, 1985.
- Сатира и юмор. М, 1987.
- Избранное в 3-х тт., М, «Художественная литература», 1988.